# Luke Copse British Cemetery
Luke Copse British Cemetery is een Britse militaire begraafplaats met gesneuvelden uit de Eerste Wereldoorlog, gelegen in de Franse gemeente Puisieux in het departement Pas-de-Calais. De begraafplaats werd ontworpen door Noel Rew en ligt in het veld, een kilometer ten noordwesten van het gehucht Serre-lès-Puisieux. Vanaf de Rue de Mailly-Maillet loopt een onverharde weg van ruim 700 m naar de begraafplaats. Het terrein heeft een smal rechthoekig grondplan met een oppervlakte van 316 m² en wordt omgeven door een natuurstenen muur. Het Cross of Sacrifice staat tegen de noordoostelijke korte muur. De toegang is een metalen hek tussen witte stenen zuiltjes. Alle graven liggen twee per twee in twee rijen tegen de lange noordwestelijke muur. De begraafplaats wordt onderhouden door de Commonwealth War Graves Commission.
Er liggen 72 slachtoffers begraven waaronder 28 niet geïdentificeerde.
In de nabije omgeving liggen nog de Queens Cemetery, de Serre Road Cemetery No.3 en de Railway Hollow Cemetery in het Sheffield Memorial Park.

## Geschiedenis
De begraafplaats (oorspronkelijk bekend als V Corps Cemetery nr. 19) ligt aan de oude frontlijn van juli 1916. Het gehucht Serre in het oosten was in Duitse handen, het gebied ten westen in Britse. Ze is genoemd naar een van de vier kleine bosjes (die naar de vier evangelisten werden genoemd) die zich op of vlak achter deze frontlijn bevonden.
Puisieux werd op 28 februari 1917 door de Britse troepen ingenomen. In het voorjaar van 1917 werden de slagvelden van de Somme en de Ancre door het V Corps vrijgemaakt en werden een aantal nieuwe begraafplaatsen aangelegd. Op 26 maart 1918 werd het dorp tijdens het Duitse lenteoffensief terug uit handen gegeven maar het werd op 21 augustus daaropvolgend definitief door de Britten heroverd.
Alle graven zijn van Britten van de 31st en de 3rd Divisions die zijn omgekomen tussen 1 juli en 13 november 1916 bij de gevechten van de Slag aan de Somme.